# Altihoratosphaga
Altihoratosphaga is een geslacht van rechtvleugeligen uit de familie sabelsprinkhanen (Tettigoniidae). De wetenschappelijke naam van dit geslacht is voor het eerst geldig gepubliceerd in 2010 door Hemp, Voje, Heller, Warchalowska-Sliwa & Hemp.

## Soorten
Het geslacht Altihoratosphaga omvat de volgende soorten:
- Altihoratosphaga hanangensis Hemp, 2010
- Altihoratosphaga montivaga Sjöstedt, 1910
- Altihoratosphaga nomima Karsch, 1896
- Altihoratosphaga nou Hemp, 2006